# Literaria Film
Die Literaria Film GmbH Berlin war eine Berliner Filmproduktionsfirma, die von Alfred Duskes gegründet wurde.

## Mitarbeiter
Die Gründungsurkunde ist auf den 5. Juni 1913 datiert. In ihr werden folgende Gehälter vereinbart:
| Beruf        | Name               | Grundgehalt                          | Bonus |
| ------------ | ------------------ | ------------------------------------ | --- |
| Regisseur    | Eugen Illés        | 600 Mark/Monat 3.946 Euro/Monat      | 2 Mark für jeden verkauften Film bis 200 Meter 5 Mark je Film zwischen 200 und 400 Metern 10 Mark bei längeren Filmen |
| Regisseur    | Fritz Bernhardt    | 500 Mark/Monat 3.288 Euro/Monat      | Wenn mehr als 25 Exemplare eines Films verkauft werden                                                                |
| Regisseur    | Paul Otto          | 600 Mark/Monat 3.946 Euro/Monat      | Wenn mehr als 15 Exemplare eines Films verkauft werden                                                                |
| Regisseur    | Martin Garras      | 400 Mark/Monat 2.631 Euro/Monat      | Wenn mehr als 25 Exemplare eines Films verkauft werden                                                                |
| Regisseur    | Alfred Halm        | 1.200 Mark je Sujet 7.892 Euro/Monat | 30 Mark für jeden Film bis 1200 Meter 40 Mark, wenn der Film länger als 1200 Meter ist                                |
| Schauspieler | Erna Morena        | 500 Mark/Monat 3.946 Euro/Monat      | - |
| Schauspieler | Tatjana Irrah      | 260 Mark/Monat 1.710 Euro/Monat      | - |
| Schauspieler | Friedrich Kayssler | 3.000 Mark/Monat 19.730 Euro/Monat   | - |
| Schauspieler | Rosa Betrens.      | 1.500 Mark/Monat 9.865 Euro/Monat    | - |
| Schauspieler | Traute Carlsen     | 2.000 Mark/Monat 13.154 Euro/Monat   | - |

Weitere Mitarbeiter, deren Honorare bzw. Gehälter nicht erwähnt wurden:
Autoren: H. Sundermann, Hans Hyan, Clara Viebig, Walter Turszinsky und Svend Gade; diese mussten je ein Manuskript liefern, nur Turszinsky zwei.
Musik: Jean Gilbert, Dramaturgie: Franz Schönfeld
Weitere genannte Berufe: Atelierchef, Menuisier (Tischler), Peintre (Maler) sowie einige Hilfskräfte
Die Kündigungsfrist betrug zwei Wochen, die der Hilfsarbeiter ein Tag. Bürokräfte wurden nach Bedarf eingestellt.

## Produktionen
| Jahr | Produktionsnummer | Zensurnummer | Titel                                           |
| ---- | ----------------- | ------------ | ----------------------------------------------- |
| 1913 | -                 | -            | Vater und Sohn                                  |
| 1913 | -                 | -            | Die feindlichen Brüder. Die Firma entzweit sich |
| 1913 | -                 | -            | Welche sterben, wenn sie lieben                 |
| 1913 | -                 | -            | Das Geheimnis des Turmes                        |
| 1913 | -                 | -            | Die Liebesbriefe                                |
| 1913 | -                 | -            | Die Hand des Schicksals                         |
| 1913 | -                 | -            | Die Jagd nach einem Mann                        |
| 1913 | 1508              | 13.52        | Die Dame mit der Maske                          |
| 1913 | -                 | -            | Der Alchimist                                   |
| 1913 | -                 | -            | Die eiserne Zeit                                |
| 1914 | -                 | 14.3         | Das Geheimnis des Kiewer Prozesses              |
| 1914 | 144               | 14.5         | Teddy ist herzkrank                             |
| 1914 | 1599              | 14.5         | Zwischen zwei Feuern                            |
| 1914 | 1684              | 14.12        | Die Sünde des Arztes                            |
| 1914 | 1811              | 14.22        | Teddy lässt Mäuse tanzen                        |
| 1914 | 1941              | 14.40        | Teddy und die Filmschauspielerin                |
| 1914 | 1962              | 14.42        | Teddys Hochzeitsmorgen                          |
| 1914 | -                 | 14362        | Der Alkohol                                     |
| 1914 | -                 | 16400        | August macht Überstunden                        |
| 1914 | -                 | -            | Die Löwenhochzeit                               |
| 1914 | -                 | -            | Herzenskomödien                                 |
| 1914 | -                 | -            | Exzentrische Launen                             |
| 1914 | -                 | -            | Die Flammentänzerin                             |
| 1914 | -                 | -            | Das Geheimnis des Affen                         |
| 1914 | -                 | -            | Ein Kriminalverbrechen                          |
| 1914 | -                 | -            | Das Regimentsfest                               |
| 1914 | -                 | -            | Ins Blinde hinein                               |
| 1914 | -                 | -            | Mutter und Sohn                                 |
| 1914 | -                 | -            | Das rote Licht                                  |
| 1914 | -                 | -            | Der Verräter                                    |
| 1914 | -                 | -            | Die Zirkusheldin                                |
| 1914 | -                 | -            | Das Millionenhalsband                           |
| 1914 | -                 | -            | Der Eiermann                                    |
| 1914 | -                 | -            | Das Rätsel einer Nacht                          |
| 1914 | -                 | -            | Teddy chloroformiert seinen Vater               |
| 1914 | -                 | -            | Die Katastrophe im Tunnel                       |
| 1914 | -                 | -            | Der Diamantensucher                             |
| 1914 | -                 | -            | Pussy steigt nach                               |
| 1914 | -                 | -            | Vom Tode umklammert                             |
| 1914 | -                 | -            | Der Todessprung                                 |
| 1914 | -                 | -            | Späte Sühne                                     |
| 1914 | -                 | -            | Der lustige Journalist                          |
| 1914 | -                 | -            | Die Filmprinzessin                              |
| 1914 | -                 | -            | Kinder der Manege                               |
| 1914 | -                 | -            | Teddys Himmelfahrt                              |
| 1916 | -                 | -            | Die Rache der Verschmähten                      |
| 1916 | -                 | -            | Hochzeitsabend                                  |
| 1917 | -                 | -            | Sein letzter Gang                               |

## Weblink
- Literaria-Film GmbH, Berlin auf Filmportal.de

## Anmerkung
1. ↑  In der Quelle steht "Betrens". Ob es sich dabei um einen Schreibfehler der Literaria, des Autors oder um einen Druckfehler handelt, ist nicht eruierbar. Tatsächlich existierte jedoch eine Schauspielerin namens Rosa Bertens, siehe hierzu Rosa Bertens bei IMDb